# بارتوش سالامون
بارتوش سالامون (لهستانی: Bartosz Salamon؛ زادهٔ ۱ مهٔ ۱۹۹۱) بازیکن فوتبال اهل لهستان است.
از باشگاه‌هایی که در آن بازی کرده‌است می‌توان به برشا، میلان، سمپدوریا، پسکارا، کالیاری، اسپال و فروزینونه اشاره کرد.
وی همچنین در تیم ملی فوتبال لهستان بازی کرده‌است.